# Жданов, Константин Дмитриевич
.
Константи́н Дми́триевич Жда́нов (бел. Канстанцін Жданаў; 22 марта 1875, Шарковщина, Виленская губерния — 29 апреля 1919, Дисна, Виленская губерния) — православный священник, жертва большевистского террора, канонизированный в 2011 году Белорусской православной церковью, мученик за веру.

## Биография
Крестили 20 апреля 1875 года в церкви города Биржи Паневежского уезда Ковенской губернии В 1900 году Константин Жданов женился, был хиротонисан во диакона и стал служить в храме села Юдыцина близ Шарковщины. Когда умер его отец, Константин попросил у духовного начальства разрешения отправиться на Шарковщину служить, чтобы помогать своим младшим братьям. 30 апреля 1900 года был хиротонисан во пресвитера Петропавловского собора в Ковно, после чего стал настоятелем прихода в Старой Шарковщине.
На втором году своего служения отец Константин стал искать поддержки для строительства нового храма в Старой Шарковщине, так как старый храм почти разваливался. Епархиальные власти разрешили строительство только в 1906 году. Старая церковь была разобрана, а закладка новой состоялась 3 июля 1908 года. Отец Константин искал средства у людей, которые пошли работать. Чтобы собрать деньги на иконостас, священнику пришлось ехать в Москву и собирать пожертвования с местных предпринимателей. Новопостроенная Успенская церковь на Старой Шарковщине была освящена 13 ноября 1912 года.
Отец Константин был известным проповедником, много времени уделявшим молитве. Прихожане внимательно слушали его проповеди. Также священник преподавал Закон Божий в трех сельских школах, а в 1916 году стал исполнять обязанности заведующей Березвецского женского училища, эвакуированного на Шарковщину.
Священник продолжал свое служение и после установления коммунистической власти, развязавшей жестокий террор в округе Дисна. Весной 1919 года (конец апреля или начало мая) отец Константин был арестован сразу после богослужения и препровожден в райцентр. Большевики расстреливали женщин, пытавшихся заступиться за священника. Отца Константина повезли на казнь вместе с отцом Алексеем Сокаловым, настоятелем прихода в Язнах. Отцу Алексию удалось бежать от пьяных конвойных; Отец Константин не пытался бежать. Я не сделал ничего плохого. Что Бог пошлет, я вынесу он сказал.
Скрываясь, отец Алексей видел, как пьяные коммунисты издевались над отцом Константином. Священника били лопатой по голове, отрезали ухо, вырывали волосы, сломали ногу. Перед смертью у него спросили о последнем желании — и священник попросил разрешения помолиться. После непродолжительной молитвы священник был оглушен сильным ударом и заживо погребен в яме.
Похоронить тело отца Константина удалось только через два месяца, после того как в июне 1919 года польские войска при поддержке местных повстанцев освободили от коммунистов район Дисны. Священник был похоронен в подвале под алтарем церкви Св. Одигитрии в Дисне.
Местное население десятилетиями хранило память об отце Константине Жданове. В 1995 году в шарковщинском храме стали совершаться специальные службы памяти священномученика священника. В 2010 году Патриарх Московский и всея Руси Кирилл благословил канонизацию священника. Отец Константин Жданов был канонизирован 4 июня 2011 года в Свято-Воскресенском храме Дисна. Мощи мученика хранятся в этом же храме.
19 марта 2020 года Священный Синод Русской Православной Церкви включил священника Константина в состав Собора Новомучеников и Исповедников Русской Церкви.